# Tales of the Tempest
Tales of the Tempest (テイルズ オブ ザ テンペスト, Teiruzu obu za Tenpesuto) est un jeu vidéo de rôle japonais de la série Tales of développé par Dimps et Namco Tales Studio, sorti sur Nintendo DS le 26 octobre 2006 au Japon, après plusieurs reports successifs.
Il était à la base un opus de la série principale mais il a été "rétrogradé" par la suite en titre secondaire à cause de sa pauvreté de jeu et de sa faible notoriété. Cependant suite aux changements de classifications de jeux, il a été réintroduit comme un épisode majeur. L'histoire prend place sur le continent imaginaire d'Areura. Le jeu arbore des graphismes en 3D et des couleurs chatoyantes. Malgré tout, Tales of the Tempest fut vivement critiqué pour sa pauvreté graphique (au niveau du bestiaire avant tout). Le jeu voit par ailleurs évoluer 5 protagonistes.

## Personnages principaux
- Caius Qualls (カイウス・クオールズ?)[2] (voix japonaise : Motoki Takagi) : un jeune homme vivant avec ses parents adoptifs dans un village d'Areura. Il s'enfuit de celui-ci avec son ami d'enfance nommée Rubia.

- Rubia Natwick (ルビア・ナトウィック?)[3] (voix japonaise : Mai Kadowaki) : amie d'enfance de Caius qui vit dans le même village que lui depuis qu'ils sont enfants. L'accompagne dans ses aventures.

- Tilkis Barone (ティルキス・バローネ?)[4] (voix japonaise : Takumi Yamazaki) :originaire d'un petit pays loin d'Areura. Pour résoudre un mystère par rapport à son pays, il se rend à la capitale d'Areura, où il rencontre Caius et Rubia, eux aussi partis pour la capitale. Il porte une longue épée tranchante et est une personne sur d'elle.

- Forest Ledoyen (フォレスト・レドワウヤン?)[5] (voix japonaise : Kenji Nomura) : Forest aussi vient d'un petit pays. Il se joint au groupe pour sauver son pays des tourments qui l'oppresse. Il possède une grande connaissance en ce qui concerne le monde et la géographie, il sert de guide et arbore fièrement une hache. Même s'il est imposant, il n'en est pas moins un allié sympathique.

- Arria Ekberg (アーリア・エクバーグ?)[6] (voix japonaise : Kae Araki) : Arria est une prêtresse de la capitale d'Areura, mais elle se joint au groupe pour contrer les positions et les actes de ses semblables, avec lesquels elle tient des opinions divergentes. Elle prouvera au cours de l'aventure, son sens de l'honneur et ses capacités de magicienne.

## Système de jeu
Le jeu s'inspire pour son système de combat de Tales of Rebirth puisqu'il permet de se battre sur trois lignes qui recouvrent la surface de combat. Le joueur se déplace librement sur ces trois lignes en en changeant dès qu'il le souhaite. Cela permet par exemple d'encercler un ennemi et de s'acharner contre lui. Seuls 3 personnages peuvent combattre, le joueur les choisit et leur attribue des rôles ou des attaques particulières pour augmenter ses chances de gains de combat.
Ce système de jeu se nomme le 3-on-3 Linear Motion Battle System (3on3-LMBS).
Une activité récurrente dans la série refait surface dans cet opus avec l'omniprésence de la cuisine (que le joueur prépare seul) qui permet de ravitailler les alliés et d'augmenter leurs caractéristiques dans un laps de temps donné.
À noter que, comme dans Tales of Rebirth, les combats sont aléatoires et inévitables. Les monstres représentants les combats sur la carte du monde sont donc inexistants et le joueur passe plus de temps à évoluer dans les environnements, la fréquence des combats étant très élevée.

## Accueil
Le public a accueilli cet opus avec des réactions partagées. Le jeu essuya de nombreuses critiques de la part des joueurs qui y déploraient l'absence de voix, un jeu trop court et un maigre scénario[réf. nécessaire]. Le premier essai de la série sur Nintendo DS ne fut pas très florissant bien que le jeu a été vendu à plus de 88 000 exemplaires durant la première semaine de commercialisation au Japon (88 137). Cependant, le magazine nippon Famitsu lui attribua la note honorable de 28/40,(7/7/7/7) soit 14/20 ce qui est néanmoins une mauvaise note au regard de la grandeur de la série. Au 11 décembre 2007, la totalité des ventes du jeu s'élevait à 301 000 exemplaires écoulés,.